# Huang Dongyan
En aquest nom xinès, el cognom és Huang.
Huang Dongyan   (Shanghai, 14 de desembre de 1993) és una ciclista de carretera professional xinesa de Shanghai. actualment, competeix amb l'equip xinès, China Liv Pro Cycling. Va competir als Jocs Asiàtics de 2014.

## Palmarès en pista
- 2014
  - Medalla d'or als Jocs Asiàtics en Persecució per equips (amb Jing Yali, Zhao Baofang i Jiang Wenwen)
  - Campiona d'Àsia en Scratch
  - Campiona d'Àsia en Persecució per equips (amb Jing Yali, Zhao Baofang i Jiang Wenwen)
- 2015
  - Campiona d'Àsia en Persecució per equips (amb Jing Yali, Zhao Baofang i Jiang Wenwen)
- 2016
  - Campiona d'Àsia en Persecució per equips (amb Ma Menglu, Wang Hong i Chen Lulu)
- 2017
  - Campiona d'Àsia en Persecució per equips (amb Chen Qiao Ling, Chen Si Yu, Luo Xiao Ling i Yang Jinsik)

## Palmarès en ruta
- 2013
  - 1a a la Volta a Okinawa